# Maria Luiza Wrioni
Maria Luiza Wrioni (gr. Μαρία Λουίζα Βρυώνη; ur. 28 października 1982) – grecka zapaśniczka walcząca w stylu wolnym. Olimpijka z Aten 2004, gdzie zajęła ósme miejsce w kategorii 72 kg.
Sześciokrotna uczestniczka mistrzostw świata; dziewiąta w 2006. Piąta na mistrzostwach Europy w 2006 i igrzyskach europejskich w 2015. Czwarta na igrzyskach śródziemnomorskich w 2013. Mistrzyni śródziemnomorska w 2015. Druga na wojskowych MŚ w 2016. Trzecia na akademickich MŚ w 2004. Złota medalistka mistrzostw śródziemnomorskich w 2015 i trzecia w 2010 roku.
- Turniej w Atenach 2004

Wygrała z Mongołką Oczirbatyn Burmaą a przegrała z Ukrainką Switłaną Sajenko i Niemką Anitą Schätzle.